# 魏薩赫河 (艾施河支流)
49°39′53″N 10°43′15″E / 49.66466°N 10.72089°E
魏薩赫河是德國的河流，位於該國東南部，由巴伐利亞負責管轄，屬於艾施河的左支流，河道全長11.3公里，流域面積24.5平方公里，河口處在于爾費爾德以南。